# Keiji Kagiyama
Keiji Kagiyama (japanisch 鍵山 慶司 Kagiyama Keiji; * 20. Januar 2000 in der Präfektur Tokio) ist ein japanischer Fußballspieler.

## Karriere
Keiji Kagiyama erlernte das Fußballspielen in der Schulmannschaft der Aomori Yamada High School sowie in der Universitätsmannschaft der Tōyō-Universität. Seinen ersten Vertrag unterschrieb er im März 2022 beim Ococias Kyoto AC. Der Verein aus Kyōto, einer Stadt in der gleichnamigen Präfektur, spielte in der fünften Liga, der Kansai Soccer League. Für Kyōto bestritt er neun Ligaspiele. Im Januar 2023 wechselte er zum Drittligisten FC Ryūkyū. Sein Drittligadebüt für den Verein aus der Präfektur Okinawa gab Yuri Mori am 4. März 2023 (1. Spieltag) im Heimspiel gegen Vanraure Hachinohe. Bei dem 1:0-Erfolg wurde er in der 69. Minute für Rin Morita eingewechselt. Nach insgesamt 17 Ligaspielen wechselte er im März 2025 zum Fünftligisten Basara Hyogo. Mit dem Verein spielt er in der Kansai Soccer League (Div.1).